# 秦皇岛开滦矿务局高级员司特等房
秦皇岛开滦矿务局高级员司特等房，位于河北省秦皇岛市海港区，属于“秦皇岛港口近代建筑群”。

## 简介
清末和中华民国时期，秦皇岛开滦矿务局经理处为经理和高级员司兴建了大量别墅式住宅。有的建在山崖上，有的建在树林中，有的建在滨海大道旁，有的偏居一隅。其中部分特等房存留至今。现存者分为多座：
- 第一座：位于海港区海滨路27号，建于1940年，2010年代正由港口宾馆使用。
- 第二座：位于海港区海滨路16号，建设年代不详。
- 第三座：位于海港区光明路1号楼对面，建设年代不详，2010年代正由社区医疗服务中心使用。
- 第四座：位于求仙入海处，建设年代不详，2010年代正由秦皇岛港务局使用。
- 第五座：位于求仙入海处，建设年代不详，2010年代正由秦皇岛港务局使用[2]。

2008年，4处秦皇岛开滦矿务局高级员司特等房作为“秦皇岛港口近代建筑群”组成部分被公布为河北省文物保护单位。2013年，是否作为“秦皇岛港口近代建筑群”组成部分被公布为第七批全国重点文物保护单位待查。